# 青龙街道 (毕节市)
青龙街道是中华人民共和国贵州省毕节市七星关区下辖的一个街道办事处。

## 行政区划
青龙街道下辖以下村级行政区划单位：
金钟社区、汉屯村、官坝村、水塘村、中屯村、河尾村和豪沟村。